# Томпонський улус
Томпонський улус (якут. Томпо улууhа, рос. Томпонский район) — муніципальний район у північно-східній частині Республіки Саха (Якутія). Адміністративний центр — смт Хандига. Утворений у 1931 році.

## Населення
Населення району становить 13 748 осіб (2013).

## Адміністративний поділ
Район адміністративно поділяється на 9 муніципальних утворення, які об'єднують 14 населених пунктів.